# Alliage de Heusler

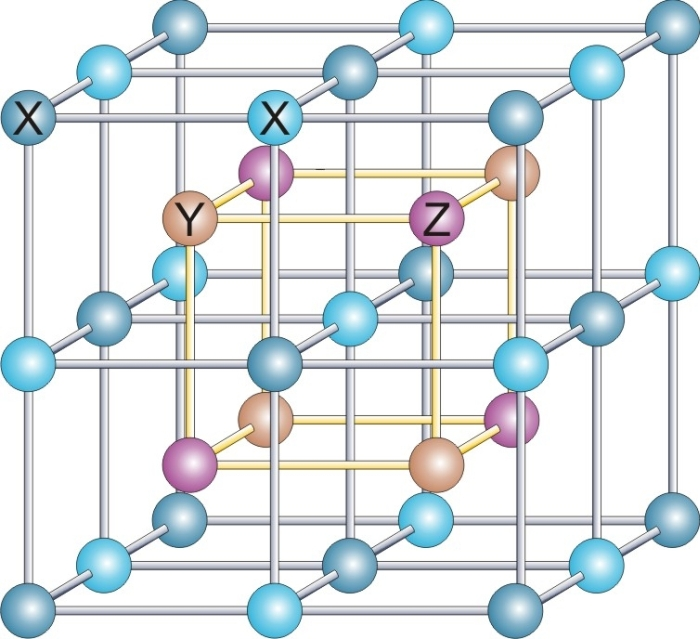
Structure d'un alliage de Heusler. Dans le cas d'une formule générale X_{2}YZ (par exemple Co_{2}MnSi), tous les sites sont occupés (structure L2_{1}). Dans le cas d'un alliage dit « semi-Heusler » de formule générale XYZ, un des sous-réseaux cubiques à faces centrées est inoccupé (structure C1_{b}).

Un alliage de Heusler est un alliage métallique ferromagnétique basé sur une phase de Heusler, une phase intermétallique de composition particulière, de structure cristallographique cubique à faces centrées. Ils sont ferromagnétiques, bien qu'aucun de leurs éléments constitutifs ne le soient, en raison du mécanisme de double échange entre les éléments magnétiques voisins. Ces derniers sont habituellement des ions manganèse, situés au centre de la maille cubique, et qui portent la plus grande partie du moment magnétique de l'alliage.

## Découverte et propriétés
Le terme est nommé d'après l'ingénieur minier allemand Fritz Heusler (en), qui étudia un tel alliage en 1903,,. Cet alliage contenait du cuivre, du manganèse et de l'étain en proportion Cu2MnSn. Ses propriétés magnétiques varient considérablement avec la température ou la composition. Il possède une induction à saturation d'environ 8 000 gauss, c'est-à-dire plus importante que celle du nickel (6 100 gauss), mais moins que celle du fer (21 500 gauss).
En 1934, Bradley et Rogers ont montré que la phase ferromagnétique à température ambiante était une structure parfaitement ordonnée de type L21. Il s'agit d'une structure cubique primitive formée par les atomes de cuivre, de paramètre de maille 5,95 ångströms, dont le centre est occupé alternativement par les atomes de manganèse et d'aluminium.
L'alliage fondu a une température de solidus d'environ 910 °C. Refroidi en dessous de cette température, il cristallise dans un solide désordonné dans une structure cubique à faces centrées. En dessous de 750 °C se forme une structure cubique formée par les atomes de cuivre dont le centre est occupé par les atomes de manganèse et d'aluminium de manière désordonnée,[réf. incomplète]. Un refroidissement en dessous de 610 °C provoque la transition vers la structure L21 avec la mise en ordre des atomes d'aluminium et de manganèse sur leurs sous-réseaux,. Dans les alliages non stœchiométriques, cette température de mise en ordre décroît, et la gamme de températures de recuit pour lesquelles l’alliage ne forme pas de micro-précipités est plus réduite,,.
Oxley mesura une température de Curie de l'alliage, c'est-à-dire la température en dessous de laquelle il devient ferromagnétique, de 357 °C. La diffraction neutronique et d'autres techniques ont montré l'existence d'un moment magnétique de 3,7 magnétons de Bohr, porté presque uniquement par les atomes de manganèse,. Ces atomes étant distants de 4,2 ångströms, l'interaction d'échange qui aligne les spins est probablement indirecte et transmise par les électrons de conductions, ou par les atomes de cuivre et d'aluminium,.
Une autre classe utile d'alliages de Heusler sont les alliages ferromagnétiques à mémoire de forme. Ils sont généralement composés de nickel, de manganèse et de gallium et peuvent voir leur longueur varier de plusieurs pourcents sous l'effet d'un champ magnétique.

## Liste d'alliages de Heusler
La famille des alliages de Heusler contient plus de mille composés identifiés. On peut citer :
- Cu2MnAl, Cu2MnIn, Cu2MnSn ;
- Ni2MnAl, Ni2MnIn, Ni2MnSn, Ni2MnSb, Ni2MnGa ;
- Co2MnAl, Co2MnSi, Co2MnGa, Co2MnGe ;
- Pd2MnAl, Pd2MnIn, Pd2MnSn, Pd2MnSb ;
- Co2FeSi, Fe3Si ;
- Fe2VAl ;
- Mn2VGa, Co2FeGe[15].

#### Articles de revue
- (en) M Guezlane, H Baaziz, F El Haj Hassan, Z Charifi, Y Djaballah, « Electronic, magnetic and thermal properties of Co2CrxFe1− xX (X= Al, Si) Heusler alloys: First-principles calculations », Journal of Magnetism and Magnetic Materials, vol. 414,‎ 2016, p. 219-226 (DOI https://doi.org/10.1016/j.jmmm.2016.04.056, lire en ligne)
- (en) T. Grafa, C. Felsera et S.S.P. Parkin, « Simple rules for the understanding of Heusler compounds », Progress in Solid State Chemistry, vol. 39,‎ 2011, p. 1-50 (DOI 10.1016/j.progsolidstchem.2011.02.001)
- (en) PJ Webster, « Heusler alloys », Contemporary Physics, vol. 10, no 6,‎ 1969, p. 559–577 (DOI 10.1080/00107516908204800)